# 1989 en sociologie
| Années de la sociologie : 1986 - 1987 - 1988 - 1989 - 1990 - 1991 - 1992    |
| Décennies de la sociologie : 1950 - 1960 - 1970 - 1980 - 1990 - 2000 - 2010 |

Cet article présente les événements de l’année 1989 dans le domaine de la sociologie.

## Publications

### Livres
- Zygmunt Bauman, Modernity and the Holocaust (en)
- Pierre Bourdieu, La Noblesse d'État.
- Ralph Miliband, Divided Societies: Class Struggle in Contemporary Capitalism

## Récompenses
- Zygmunt Bauman, Modernity and the Holocaust Prix européen d'Amalfi pour la sociologie et les sciences sociales.

## Autres
- Joan Huber (en) devient président de l'Association américaine de sociologie.

## Naissances
- Nadia Chonville, 	écrivaine, sociologue et femme politique française.

## Décès
- 24 avril : Jean-Charles Falardeau, né le 19 juin 1914, sociologue et universitaire québécois.
- 29 mai : George C. Homans, né le 11 août 1910,  sociologue américain, professeur à l'université Harvard qui a développé la théorie de l'échange social.
- 31 mai, Renato Treves, né le 6 novembre 1907, sociologue et philosophe italien spécialisé dans la sociologie du droit.
- 30 novembre : Victor Martin, né le 19 janvier 1912, sociologue et résistant belge.